# Kazimierz Ostrowski (stolnik)
Kazimierz Jan Ostrowski herbu Korab (ur. ok. 1710 – zm. 11 maja 1755 w Maluszynie) – syn Jana na Ostrowiu Ostrowskiego (cześnika i pułkownika Jego Królewskiej Mości), podstoli, a następnie chorąży sieradzki, stolnik bielski, przyjaciel Stanisława Poniatowskiego, kasztelana krakowskiego. Obdarzany przez Stanisława Leszczyńskiego licznymi funkcjami publicznymi.
Około 1730 poślubił Petronelę Moszyńską, córkę Antoniego Moszyńskiego z Bonina herbu Łodzia, chorążego sieradzkiego. Właściciel licznych majątków, między innymi Wielgomłynów, Kruszyny, Sulmierzyc. W 1738 zakupił od rodziny Malczewskich dobra ziemskie w Maluszynie, zakładając maluszyńską linię Ostrowskich.
Stryjem Kazimierza Jana był Kazimierz Ostrowski, jezuita, znany polski filozof. Kazimierz Jan Ostrowski miał dwie córki – Anielę i Helenę oraz pięciu synów – Alexego, Antoniego, Kazimierza, Michała i Świętosława. Aniela była bernardynką w Wieluniu, natomiast Kazimierz kanonikiem krakowskim. Michał Ostrowski był kolejnym z właścicieli Maluszyna. Był on pradziadkiem Józefa Ostrowskiego, polskiego polityka, członka Rady Regencyjnej Królestwa Polskiego.